# اتفاقية لندن (1987)

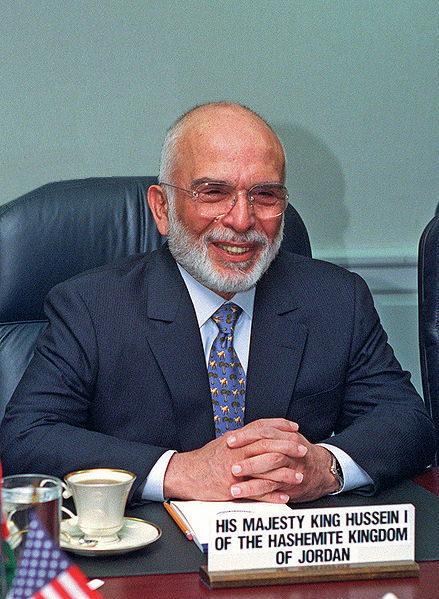

اتفاقية لندن  كانت اتفاقية سرية وقع عليها كل من العاهل الأردني حسين بن طلال   ووزير الخارجية الإسرائيلي شمعون بيرس في 11 أبريل 1987. سعى الجانبان إلى أن تكون الاتفاقية المرحلة الأولى لإعادة الضفة الغربية 

## مبادئ الاتفاقية
تم التوقيع على اتفاقية لندن في منزل اللورد مشكون من حزب العمال بالعاصمة البريطانية لندن وشهده أيضا كل من رئيس الوزراء الأردني زيد الرفاعي والمدير العام للخارجية الإسرائيلية يوسي بيلين. نصت الاتفاقية على تشكيل إطار تمهيدي لدعوة مؤتمر دولي برعاية الأمم المتحدة وعلى أساس قراري مجلس الأمن 242 و338، حيث سيوجد حلا للصراع العربي الإسرائيلي وللقضية الفلسطينية. حسب الاتفاقية يمثل الأردن مصالح الشعب الفلسطيني في المؤتمر ولا تشترك منظمة التحرير الفلسطينية فيه. كان الجانبين ينويان إعادة الضفة الغربية إلى إدارة المملكة الأردنية الهاشمية بشكل جزئي أو كامل نتيجة هذا المؤتمر.

## ملابسة فشل الاتفاقية
فشلت الاتفاقية ولم يتم تحقيقها إثر خلاف في الحكومة الإسرائيلية بين رئيس الوزراء الإسرائيلي إسحاق شامير ووزير الخارجية شمعون بيرس. جاءت مبادرة التوقيع على اتفاقية لندن من شمعون بيرس الذي كان رئيس حزب العمل بينما عارض إسحاق شامير الذي كان رئيس الليكود تغيير الوضع القائم في الضفة الغربية لاعتبرها بنظره جزء من الأراضي الموعودة للشعب اليهودي.

### الوضع السياسي في إسرائيل
في 1984 تولت الحكم في إسرائيل ما يسمى "حكومة وحدة وطنية"، وهي حكومة تعتمد على ائتلاف برلماني مكون من كلي الحزبين المتنافسين الرئيسيين، أي حزب العمل الإسرائيلي وحزب الليكود. نبع هذا الشكل غير العادي للحكومة من فشل كل من الحزبين لرئيسيين في تشكيل ائتلاف برلماني مستقر بعد انتخابات يوليو 1984. حسب الاتفاق الائتلافي تولى شمعون بيرس رئيس حزب العمل منصب رئيس الوزراء لمدة سنتين حتى يوليو 1986 بينما تولى رئيس حزب الليكود إسحاق شامير منصب رئيس الخارجية، ثم تبادلا منصبيهما.

### مكانة منظمة التحرير الفلسطينية
في ذلك الحين خشي كل من شامير وبيرس من تأثير منظمة التحرير الفلسطينية على السكان الفلسطينيين في الضفة الغربية وقطاع غزة مما دفعهما إلى درس إمكانية إعادة السيطرة الأردنية على الضفة الغربية (ما سمته الصحافة الإسرائيلية ب"الإمكانية الأردنية")، ولكن شامير خشي من نتائج المؤتمر الدولي ورفض إقرار نص الاتفاقية الموقع عليه من قبل وزير الخارجية في حكومته.

## ما بعد فشل الاتفاقية
في ديسمبر 1987، 8 أشهر بعد فشل الاتفاقية، اندلعت الانتفاضة الفلسطينية في منطقتي الضفة الغربية وقطاع غزة وتورط الجيش الإسرائيلي في اشتباكات عنيفة مع المنظمات الفلسطينية. في 1988 أعلن الملك حسين فك الارتباط بين الأردن والضفة الغربية تلبية لضغوطات من قبل منظمة التحرير الفلسطينية والدول العربية.